# Emus hirtus
Emus hirtus je vrsta hroščev kratkokrilcev, ki je razširjena po južni in osrednji Evropi. 

## Opis
Odrasli hrošči dosežejo v dolžino med 18 in 28 mm, zadržujejo pa se v bližini kravjih in konjskih iztrebkov. V Sloveniji je uvrščen na Seznam zavarovanih živalskih vrst.